# Вайнрайх, Уриель
Уриэль Вайнрайх (идиш אוריאל ווײַנרײַך‎ — Ури́эл Ва́йнрайх, англ. Uriel Weinreich — Ури́эл Уа́йнрайх; 23 мая 1926, Вильна — 30 мая 1967, Нью-Йорк) — американский лингвист, один из основателей социолингвистики, известный своими работами в области контактной лингвистики, уделивший много внимания понятию интерференции.

## Биография
Родился в Вильне, которая в то время входила в состав Польши. Первый (старший) сын выдающегося лингвиста Макса Вайнрайха и Регины Шабад, дочери Цемаха Шабада, прототипа доброго доктора Айболита. Таким образом, Цемах (Тимофей Осипович) Шабад был дедом Уриэля Вайнрайха по материнской линии.
В условиях политической и экономической нестабильности, а также в связи с возраставшими антисемитскими настроениями в польском, а потом и в литовском обществе, семья Вайнрайхов уехала из Вильны и переселилась в США. В 1948 году защитил докторскую диссертацию в Колумбийском университете, где остался на преподавательской должности после получения степени. С 1957 по 1965 Вайнрайх являлся профессором и заведующим кафедрой лингвистики Колумбийского университета. В сферу его научной специализации входило изучение идиша, а также диалектологии и социолингвистики. Он также выступал за развитие научного изучения семантических универсалий и составил словарь идиш и английского языка (Modern English-Yiddish, Yiddish-English Dictionary), который был опубликован вскоре после его смерти. Он умер от рака в Медицинском центре Монтефиоре в Нью-Йорке.
Уриэль Вайнрайх был учителем (ментором в академическом смысле) известных филологов языка идиш, таких, как Марвин Херцог, вместе с которым он издал программный труд «Атлас языка и культуры ашкеназского еврейства» (Language and Culture Atlas of Ashkenazic Jewry (LCAAJ), а также Уильяма Лабова. Вайнрайх — автор многочисленных новаторских работ по языку идиш и культуре ашкеназов. В частности, в 1949 году им был издан Учебник идиша для колледжей (College Yiddish), предисловие к которому написал Роман Осипович Якобсон.
Уриэль Вайнрайх одним из первых разработал и признал явление интерлингвы в системе освоения второго языка за 19 лет до того, как Ларри Селинкер употребил этот термин в публикации 1972 года. Ключевой филологический труд Вайнрайха — «Language in Contacts», который был издан в 1953 году по итогам написанной им диссертации. Некоторое время Вайнрайх подробно и обстоятельно изучал аспект полевого двуязычия в Швейцарии совместно с французским лингвистом Андре Мартине, одним из значимых теоретиков концепции структурализма. Работа была первой монографией, специально посвящённой самым разным аспектам языковой интерференции.
В этой работе Вайнрайх впервые высказал мысль о том, что люди, изучающие второй язык, рассматривают формы своего родного языка как равные (аналогичные) формам языка-цели. В свою очередь, естественное неравенство этих форм постепенно приводит к тому, что у изучающего второй язык формируется речевой канон, который носители второго языка воспринимают как неравноценный.
Позже была издана книга Вайнрайха «Эмпирические основания теории языковых изменений» (Empirical Foundations of a Theory of Linguistic Change, 1968), написанная совместно с У. Лабовом и М. Херцогом.
Среди учеников — Уильям Лабов, Джошуа Фишман, Марвин Херцог.

## Семья
- Брат — Габриэл Вайнрайх[вд] (1928—2023[5]), физик, специалист в области акустики, профессор Мичиганского университета, священник епископальной церкви; впервые с коллегами экспериментально продемонстрировал генерацию второй оптической гармоники (1961).
- Жена (и соавтор) — Беатриса Вайнрайх (англ. Beatrice Silverman Weinreich, урождённая Силверман, 1928—2008), лингвист, фольклорист и этнограф, известная публикациями еврейских народных сказок на идише (в том числе переиздававшегося сборника «Yiddish Folktales»).
- Двоюродный брат — Теодор Шабад, географ.

## Труды
- Вайнрайх Уриэль. О семантической структуре языка. — В кн.: Новое в лингвистике, вып. V. Языковые универсалии. М., 1970
- Вайнрайх Уриэль. Одноязычие и многоязычие. О совместимости генеалогического родства и конвергентного развития. — В кн.: Новое в лингвистике, вып. VI, 1972
- Вайнрайх Уриэль. Языковые контакты. Киев: Вища школа, 1979. — 263 с.